# Romidepsyna
Romidepsyna, znana również pod nazwą handlową Istodax – lek przeciwnowotworowy stosowany w skórnym chłoniaku T-komórkowym (CTCL) i innych obwodowych chłoniakach T-komórkowych (PTCL). Romidepsyna jest związkiem chemicznym pochodzenia naturalnego uzyskanym z bakterii Chromobacterium violaceum, który działa poprzez blokowanie enzymów – deacetylaz histonowych, przez co indukuje apoptozę. Jest czasem określany jako depsipeptyd, ze względu na klasę cząsteczek, do których należy. Romidepsyna została wyprodukowana w laboratoriach Gloucester Pharmaceuticals, która stała się własnością firmy farmaceutycznej Celgene.

## Historia
Doniesienia o romidepsynie po raz pierwszy pojawiły się w literaturze naukowej w 1994 r. Zespół naukowców z Fujisawa Pharmaceutical Company (obecnie Astellas Pharma) z Tsukuba w Japonii, wyizolował ją z kultury Chromobacterium violaceum, w próbce gleby z prefektury Yamagata. W badaniach laboratoryjnych ustalono, że ma nikłą aktywność przeciwbakteryjną, ale wykazuje silną cytotoksyczność w stosunku do szeregu ludzkich linii komórek nowotworowych, bez wpływu na prawidłowe komórki; badania na myszach również wykazały, że ma aktywność przeciwnowotworową in vivo.
Pierwszą syntezę totalną romidepsyny przeprowadzili naukowcy z Harvardu i w 1996 r. opublikowali jej wyniki. Mechanizm działania został wyjaśniony w 1998 r., kiedy naukowcy z Fujisawa Pharmaceutical Company i z Uniwersytetu Tokijskiego odkryli, że jest to inhibitor deacetylazy histonowej o działaniu podobnym do działania trichostatyny A.

### Badania kliniczne
Faza I badań romidepsyny, początkowo o nazwach kodowych FK228 i FR901228, rozpoczęła się w 1997 r. Badania fazy II i fazy III przeprowadzono dla różnych wskazań. Najbardziej obiecujące wyniki uzyskano w leczeniu skórnego chłoniaka z komórek T (CTCL) i innych obwodowych chłoniaków z komórek T (PTCL).
W 2004 r. romidepsyna otrzymała status Fast Track od FDA w USA do leczenia chłoniaka skórnego z komórek T. Poza tym FDA przyznała romidepsynie w tym wskazaniu klinicznym status leku sierocego, podobnie jak uczyniła to Europejska Agencja Leków.
FDA zatwierdziła romidepsynę do leczenia CTCL w listopadzie 2009 r. i zatwierdziłą ją do leczenia innych chłoniaków z obwodowych komórek T (PTCL) w czerwcu 2011 r.

### Przedkliniczne badanie w zakażeniu wirusem HIV
W 2014 r. czasopismo naukowe PLOS Pathogens opublikowało badanie dotyczące romidepsyny w badaniu mającym na celu reaktywację utajonego wirusa HIV w celu zubożenia zbiornika HIV. Latentnie zakażone komórki T eksponowano in vitro i ex vivo na romidepsynę, co prowadziło do zwiększenia wykrywalnych poziomów HIV RNA związanego z komórkami. W badaniu porównano również romidepsynę z innym inhibitor deacetylazy histonowej, Vorinostatem.

### Badanie autyzmu na modelu zwierzęcym
Romidepsyna została zastosowana w badaniu na zwierzętach, w którym stwierdzono, że krótkotrwałe podawanie małych dawk romidepsyny może odwrócić deficyty społeczne w mysim modelu autyzmu.

## Mechanizm działania
Romydepsyna działa jako prolek, a wiązanie dwusiarczkowe ulega redukcji wewnątrz komórki, uwalniając tiol wiążący cynk. Tiol wiąże się z atomem cynku w kieszeni wiązania zależnej od cynku deacetylazy histonowej i
prowadzi do zablokowania jej aktywności, a więc jest to inhibitor HDAC. Wiele inhibitorów HDAC potencjalnie
mogą być wykorzystane jako leki onkologiczne dzięki zdolności epigenetycznego przywracania prawidłowej ekspresji genów supresorowych nowotworów, co może skutkować zatrzymaniem cyklu komórkowego, różnicowaniem i apoptozą.

## Działania niepożądane
Zastosowanie romidepsyny jest często związane z działaniami niepożądanymi. W badaniach klinicznych najczęstsze działania niepożądane to: nudności i wymioty, zmęczenie, zakażenia, utrata apetytu i zaburzenia w obrazie krwi (w tym niedokrwistość, trombocytopenia i leukopenia). Jest również związany z infekcjami i zaburzeniami metabolicznymi (takimi jak nieprawidłowe stężenia elektrolitów we krwi), wykwitami skórnymi, zaburzeniami smaku i zmianami przewodnictwia elektrycznego serca.